# Beuroni vízerőmű
A Szent Mórról elnevezett erőmű egy kisteljesítményű vízerőmű Németországban, Baden-Württemberg tartományban, a Sigmaringen járásban található Beuron faluban. Építtetője és tulajdonosa a Beuroni Bencés Főapátság.

## Története
Az erőművet 1921-ben adták át. Építésének célja a bencés apátság elektromos energiával való ellátása volt. Két darab, egyenként 6 m³/s kapacitású Francis-turbinája vízállástól függően összesen 80-100 kilowatt teljesítmény leadására volt képes. Ez az építés idején nemcsak az apátság, de az egész falu energiaigényét is fedezte.

## Újjáépítés
Az ezredforduló körülre az erőmű igen elöregedett. Keresztgátja romos állapotban volt, gépei elavultak, a megtermelt áram pedig már az apátság igényeit sem fedezte. A tulajdonos bencések ezért a létesítmény teljes újjáépítését határozták el.
A keresztgátat az alapokig lebontották, majd újjáépítették. A régi, bukóként funkcionáló fix betonfal helyett két, 27 méter széles és 2,2 méter magas, hidraulikusan nyitható billenőtáblát építettek be. Ezzel szabályozni lehet a duzzasztás magasságát, jobban lehet kezelni a tavaszi áradásokat, és pontosabban lehet szabályozni a turbinára jutó vízmennyiséget. Ennek megfelelően a vízállás már nem befolyásolja a maximális leadott teljesítményt, a turbina folyamatosan a névleges teljesítményét tudja leadni. 
Lebontották a régi erőműépületet és újat húztak fel a helyén. A két régi turbinát egy darab új, 12 m³/s kapacitású, 220 kilowatt teljesítményű Kaplan-turbinára cserélték. Az éves áramtermelés 350 MWh-ról 700 MWh-ra nőtt. Ez hosszú távon lehetővé teszi az apátság pénzügyi fenntarthatóságát. 
Az újjáépítés teljes költsége 2,6 millió euró volt.

## Környezetvédelem
Az erőmű fokozottan védett, Natura 2000 besorolású területen van, ezért a felújítás tervezése tíz évnél is tovább tartott, melynek során a környezetvédelmi szempontok nagy súllyal estek latba. Emiatt lemondtak a duzzasztás további növeléséről és ezzel a még gazdaságosabb üzemeltetésről. Ehelyett a duzzasztási magasság rugalmas szabályozása mellett döntöttek, amely figyelembe veszi a vizes élőhelyek lakóinak ívási idejét. Modern hallépcső épült a folyón felfelé, és ejtő a lefelé tartó halaknak. Alacsony vízhozamú időszakokban a hallépcső vízzel való ellátása élvez elsőbbséget a turbinával szemben. A régi erőműben lakó denevéreknek új menedéket építettek.

## Fordítás
Ez a szócikk részben vagy egészben  a   Kraftwerk Beuron című német Wikipédia-szócikk ezen változatának fordításán alapul.  Az eredeti cikk szerkesztőit annak laptörténete sorolja fel. Ez a jelzés csupán a megfogalmazás eredetét és a szerzői jogokat jelzi, nem szolgál a cikkben szereplő információk forrásmegjelöléseként.